# Villa Lorride

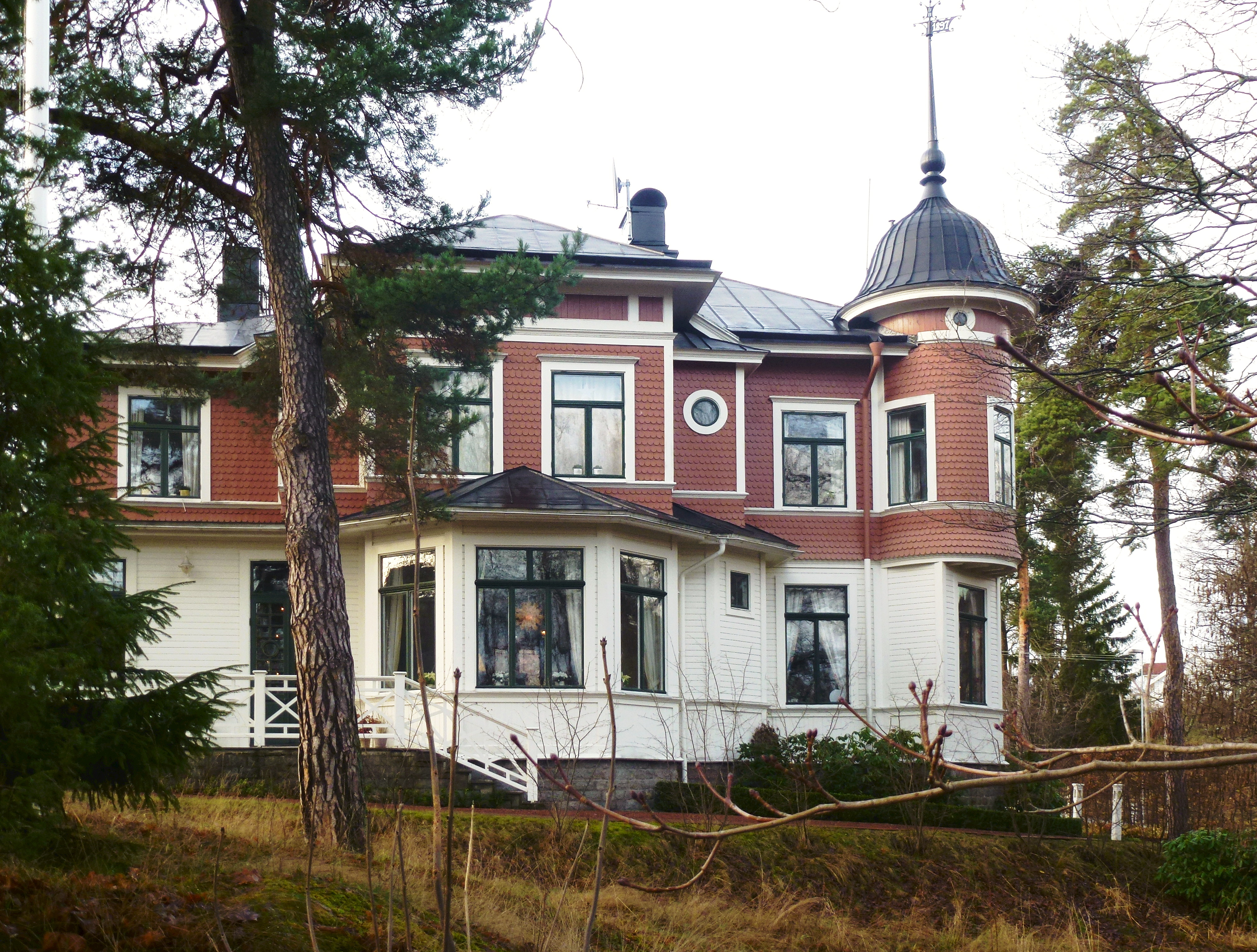
Villa Lorride i januari 2014.

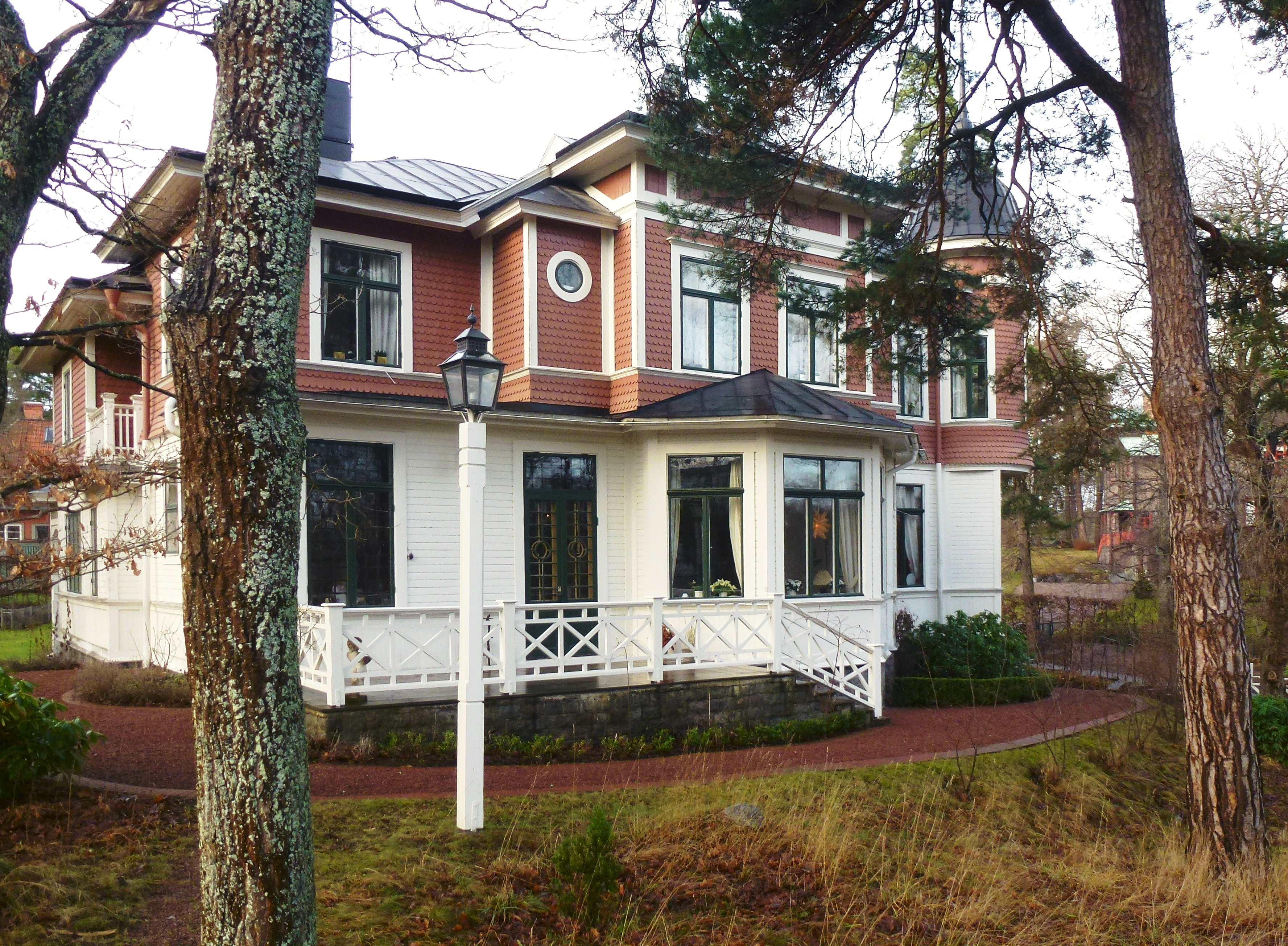
Villa Lorride i januari 2014.

Villa Lorride är en kulturhistoriskt värdefull byggnad i kvarteret Lorride på Tulevägen 15 i Djursholm, Danderyds kommun. Huset ritades av arkitekt Erik Lundroth för notarie M. Tisell 1896 och stod färdig 1897. Villan är sedan 1984 ett byggnadsminne. Fastighetens huvudbyggnad har av kommunen blivit klassificerad som "omistlig".

## Beskrivning
Villan är ett exempel på sekelskiftets formspråk. Den är inspirerad av den amerikanska panelarkitekturen "stick style". En stil som företräddes av Lundroth. Även Henrik Palme, initiativtagaren till Djursholms villastad, hade under en studieresa till USA 1888 blivit intresserad av fasadtypen.
Huset är uppfört i två våningar. Bottenvåningen har en fasad klädd med liggande fasspåntpanel medan övervåningen har fjällpanel. Villan har nio rum och kök, med hallen inräknad som rum, på nedre plan. Hallen fungerar som ett vardagsrum med öppen eldstad, vilket var vanligt vid denna tid. Trappan upp till övervåningen är öppen och ingår i hallens möblering. På övervåningen finns sovrummen och badrummet i anslutning till hallen. Pigan har också sin kammare på övre plan, med förbindelse till kök och serveringsgång via jungfrutrappan.
Vid en renovering 1984 framtogs villans ursprungliga färgsättning, med bottenvåning i vitt och en rödmålad övervåning. I samband med renoveringen rekonstruerades också hörntornet, och försågs med en ny kupol efter originalritningen.

## Ritningar

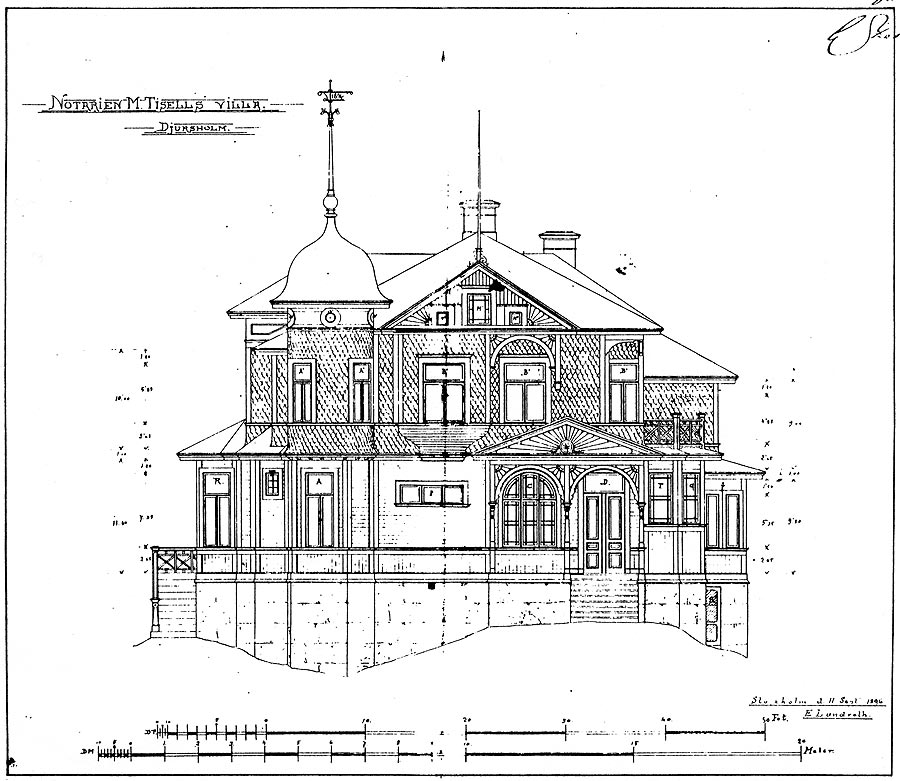
Fasad
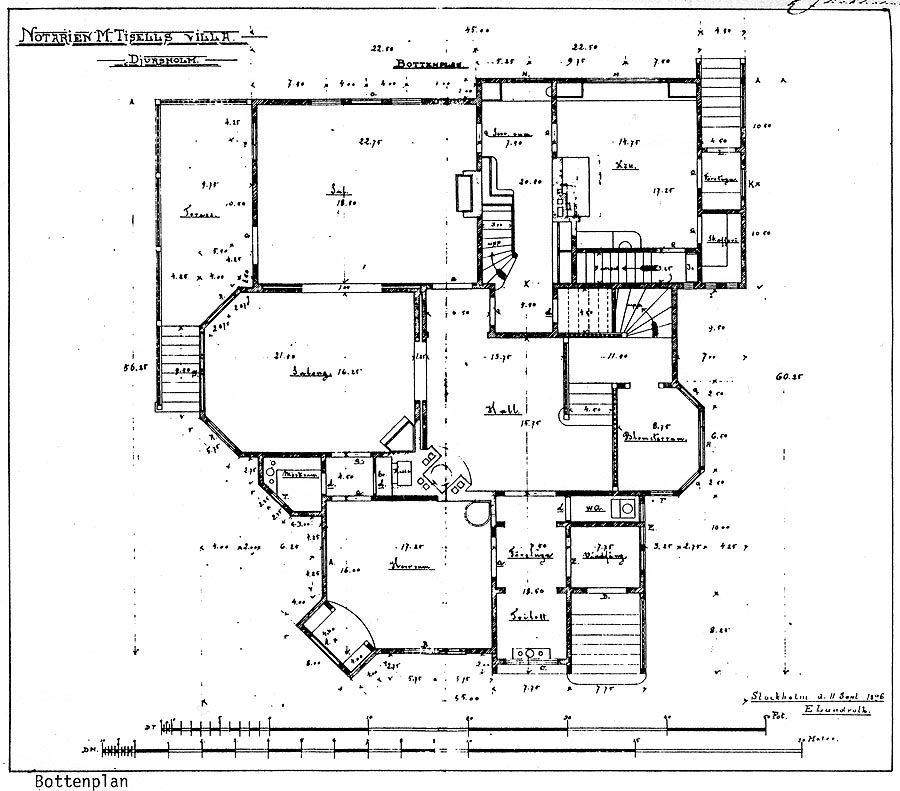
Plan, bottenvåning